# Forte da Ponta Negra
O Forte da Ponta Negra localizava-se na enseada de Ponta Negra (Natal), cerca de treze quilômetros ao sul de Natal, no litoral do estado do Rio Grande do Norte, no Brasil.

## História
No contexto da Guerra Peninsular na Europa, pelo Aviso de 7 de Outubro de 1807 a Coroa portuguesa solicitou ao Governador da Capitania do Rio Grande do Norte, Tenente-coronel José Francisco de Paula Cavalcanti de Albuquerque, informações do que convinha fazer para a defesa daquela Capitania. A resposta, em um detalhado Memorial ("Memória relativa à defesa da Capitania do Rio Grande do Norte (…)", pelo seu Governador Francisco José de Paula Cavalcanti de Albuquerque, datada de 30 de Maio de 1808), converteu-se em diversas fortificações ligeiras, erguidas no ano seguinte (1808), concomitantes com a chegada da Família Real Portuguesa ao Brasil.
Nesse memorial encontra-se referido este forte:
"Primeiro, fortificar-se a enseada da Ponta Negra, fazendo-se-lhe uma fortaleza, ou ao menos uma bateria com peças de grosso calibre, que varra toda a dita enseada, principalmente a 1/2 légua, que oferece bom desembarque ao inimigo; e porque as circunstâncias ainda não permitem poder-se fazer maiores despesas, mandou o dito governador construir um forte de faxina revestido de pedras, para nele laborarem 4 peças, deixando para o diante o demais." (op. cit., p. 246)
SOUZA (1885) refere que, à época (1885), este forte estava desarmado de há muito, e certamente encontrava-se arruinado (op. cit., p. 76-77).
GARRIDO (1940) complementa que nesse local haviam desembarcado os neerlandeses quando do assalto a Natal em dezembro de 1633, estando indicada nas cartas neerlandesas como "Ponto Negro". Prossegue citando Luís da Câmara Cascudo, que afirmou que este forte jamais disparou um tiro, senão os de salva, nos dias de preceito e ritual. Teria sido desarmado quando do Período Regencial, em 1831, tendo desaparecido com os anos (op. cit., p. 48).